# Liste der denkmalgeschützten Objekte in Janovice nad Úhlavou
Grundlage dieser Liste der denkmalgeschützten Objekte in Janovice nad Úhlavou ist die ÚSKP-Liste (Ústřední seznam kulturních památek České republiky, deutsch Zentrale Liste der Kulturdenkmäler der Tschechischen Republik), die von der tschechischen Denkmalschutzbehörde NPÚ (Národní památkový ústav, deutsch Nationale Denkmalbehörde) seit 1987 geführt wird und an die seit dem Jahr 1850 geschaffenen Listen anschließt.

## Denkmalgeschützte Objekte nach Ortsteilen

### Janovice nad Úhlavou
| Lage                                                                          | Objekt                              | Beschreibung | ÚSKP-Nr.                  | Bild           |
| ----------------------------------------------------------------------------- | ----------------------------------- | --- | ------------------------- | -------------- |
| Janovice nad Úhlavou (Standort)                                               | Kirche des Hl. Johannes des Täufers | Frühgotischer Sakralbau aus der Zeit um 1260 mit barocken Umbauten, Wand- und Deckengemälde im Presbyterium. | 27229/4-2996 Info Katalog | weitere Bilder |
| Janovice nad Úhlavou 10, westlich der Kirche (Standort)                       | Gehöft Nr. 10                       | Haus mit gemauerter Giebelfront, mit der Scheune unter einem Dach. Beispiel der Volksarchitektur des Vorgebirges des 19. Jahrhunderts.                                                                                  | 22505/4-2999 Info Katalog | Gehöft Nr. 10  |
| Janovice nad Úhlavou, Friedhof (Standort)                                     | Denkmal                             | Denkmal auf dem Grab von drei ausländischen Opfern des Zweiten Weltkriegs, erschossen im Dorf während des Todesmarsches im April 1945. Gedenkstätte.                                                                    | 22355/4-4108 Info Katalog | BW             |
| Janovice nad Úhlavou (Standort)                                               | Wasserschloss Janovice nad Úhlavou  | Überreste des Stadtschlosses, Wasserschloss, die Wirtschaftsgebäude enthalten eine Reihe älterer Elemente. | 23553/4-2997 Info Katalog | weitere Bilder |
| Janovice nad Úhlavou, an der Landstraße nach Petrovice nad Úhlavou (Standort) | Jüdischer Friedhof                  | Ein jüdischer Friedhof, Beginn des 18. Jahrhunderts. Reiche Sammlung von barocken und klassizistischen Grabsteinen, begrenzt von einer Steinmauer. Weiße böhmische Grabsteine aus Kalkstein mit volkstümlichen Motiven. | 44197/4-4304 Info Katalog | weitere Bilder |
| Janovice nad Úhlavou, Starý dvůr če. 11 (Standort)                            | Wassermühle                         | Wassermühle aus der Wende vom 18. zum 19. Jahrhundert mit ummauertem Wohnbereich und einer Mühle, die mit der ursprünglichen Mahlausrüstung ausgestattet ist.                                                           | 44198/4-4772 Info Katalog | Wassermühle    |

### Petrovice nad Úhlavou
| Lage                                                                                     | Objekt            | Beschreibung | ÚSKP-Nr.                  | Bild         |
| ---------------------------------------------------------------------------------------- | ----------------- | --- | ------------------------- | ------------ |
| Petrovice nad Úhlavou, Petrovice nad Úhlavou 39, nördlicher Teil des Dorfes (Standort)   | Ehemalige Festung | Mehrgeschossiges Gebäude einer ursprünglichen Renaissance-Festung aus der Mitte des 16. Jahrhunderts mit einem ehemaligen Innenhofs. Die jüngeren Fassaden weisen barocke Verzierungsspuren auf, die sich vor allem in den Resten des durchbrochenen Gesimses bemerkbar machen. | 22128/4-3225 Info Katalog | BW           |
| Petrovice nad Úhlavou, Petrovice nad Úhlavou 5, südwestlicher Teil des Dorfes (Standort) | Gehöft Nr. 5      | Gehöft bestehend aus einem teilweise gezimmerten Wohnhaus mit angrenzenden gemauerten Ställen und einer Scheune unter einem Dach, Keller im Garten. Wertvolle Volksarchitektur vom Typ Böhmerwald aus der zweiten Hälfte des 19. Jahrhunderts.                                  | 11172/4-5061 Info Katalog | Gehöft Nr. 5 |

### Rohozno
| Lage               | Objekt                                | Beschreibung | ÚSKP-Nr.                  | Bild                                  |
| ------------------ | ------------------------------------- | --- | ------------------------- | ------------------------------------- |
| Rohozno (Standort) | Denkmal für die gefallenen Weltkriege | Ein Denkmal mit Steinmauern, ergänzt mit einem Steinflugzeug und einem Kanonenrohr. Atypisch gestaltetes Denkmal für die Gefallenen zum Gedenken an die Opfer des Ersten Weltkriegs. | 44220/4-4313 Info Katalog | Denkmal für die gefallenen Weltkriege |
| Rohozno (Standort) | Straßenbrücke                         | Die Straßenbrücke über den Fluss Úhlava mit einer Stahlnietstruktur aus dem Jahr 1907. Die Brücke wurde von Leopold Schifauer, aus Klatovy hergestellt.                              | 44221/4-4288 Info Katalog | Straßenbrücke                         |

### Veselí
| Lage                        | Objekt         | Beschreibung | ÚSKP-Nr.            | Bild           |
| --------------------------- | -------------- | --- | ------------------- | -------------- |
| Veselí, Veselí 2 (Standort) | Schloss Veselí | Mittelalterliche Festung, die 1543 im Renaissancestil umgebaut wurde und nach einem Entwurf des Klattauer Architekten Josef Mayer einige Zeit nach 1863 romantisch umgebaut wurde, mit einem erhaltenen Park und einem Zaun. | 103379 Info Katalog | weitere Bilder |